# 獸之奏者
《獸之奏者》（日语：獣の奏者）是日本作家上橋菜穗子所著的奇幻小說，和根據小說改編的漫畫和動畫。

## 劇情簡介
少女艾琳與母親蘇洋相依為命的住在鬥蛇眾的村子裡，由於蘇洋的醫術精湛，鬥蛇眾將鬥蛇中特別善戰的「牙」交由蘇洋照顧。有一天，村裡所有的「牙」一夜間全部死亡，蘇洋因此受到處刑。艾琳雖然努力想拯救母親卻失敗，淪為孤兒後受到養蜂人約翰的幫助。與約翰同住期間，艾琳在山中遇見翱翔天際的野生王獸，受到王獸飛翔的英姿吸引，艾琳決心與母親一樣成為獸醫。於是由約翰引薦給過去好友艾薩爾教導師長所在的卡札姆王獸保護場住校學習。
想要了解、帮助王兽、并与它们一起生活的艾琳成长得飞快。但她发现人类用来驱使王兽与鬥蛇的无声兽笛会使动物们有短时间的僵硬。她开始对兽笛是否会对它们的身体产生负担一事产生了疑问。她开始试着去与王兽进行交流，用自己优秀的记忆力，将它们的发音正确记下来，并完美地再现。在越来越了解王兽的生态之谜时，虽然不是出于艾琳的本意，却自然地成为了真王与大公之外的又一新生力量。不久之后，艾琳就站在了能够左右王国命运的立场上……

## 登場人物
艾琳（聲優：星井七瀬）
本作主角。由於母親是霧之民的關係，擁有綠色的瞳孔的少女。名字取自於一種山裡生長的蘋果。
對於大自然的生物具有強烈的興趣，聰明且具有好奇心和行動力。
具有優秀的觀察力和聽力，連聽過一次的音樂也可以完美的再現。（絕對音感）。
在10歳的時候，由於無法救因為鬥蛇大量的死亡而被處刑的母親且被帶離了從小生長的村子，身心受到了極大的創傷。之後被養蜂人約翰救助，由於他的溫暖個性讓艾琳又再次的展開笑顏。
在卡扎琉姆學舍學習的途中，經歷許多的喜怒哀樂，成長為一個備受人信賴的女性。
由於故事的進展下，可以用操者之技和王獸交談，但也因為這樣而捲入國家的權力鬥爭之中，但還是貫徹著自己的信念。
蘇洋（聲優：平田絵里子）
艾琳的母親，為一個優秀的獸醫。原本是霧之民、在16歳的時候和鬥蛇衆的頭領的兒子結婚而捨棄了霧之民的身份。17歳的時候生下了艾琳。
由於某天村裡飼養的牙全死了而被問罪遭受了讓鬥蛇生吞的刑罰，但為了救來救自己的艾琳而使用了奏者之技(大罪)、身影在水中慢慢的消失…。
約翰（聲優：内田直哉）
住在真王領的東邊的養蜂人。原本是在王都高等學舍內的教導師長，由於某事件引起一位學生死去而被免職。
救起成為孤兒的艾琳並教艾琳知識。
在送艾琳去卡扎琉姆後就和兒子住在一起、之後因為心臓的疾病而過世。
艾蕯爾（聲優：加藤沙織）
王都附近的卡扎琉姆王獸保護場的女性教導師。
悠洋（聲優：高倉有加）
卡扎琉姆學舍裡，除了艾琳以外的唯一的女學生。稍微的聒躁但愛照顧人的個性，和艾琳成為好朋友。
講話有嚴重的方言口音。
托拇拉（聲優：川野剛稔）
卡扎琉姆學舍男學生。是艾琳的學長，深受大家的敬慕。
哈爾米亞（聲優：谷育子）
リョザ神王国的真王，心胸寬大且有果斷的個性，由於母親很早就過世了、而不知道那些歷代真王應該要継承的事實。
瑟伊米亞（聲優：高橋美佳子）
哈爾米亞的孫女、リョザ神王国的新一代真王。金髮、瞳孔是金色的。和舒南互相喜歡。
達米亞（聲優：石田彰）
哈爾米亞的外甥。權勢欲望大的陰謀家。
耶爾（聲優：鈴村健一/小林沙苗（少年時代））
真王的護衛〈堅盾〉之一。由於身手敏捷，有〈神速的伊亞爾〉之稱。八歳時在父親的亡故之後成為堅盾的一員。
大公（聲優：楠大典）
リョザ神王国的國防重臣。
舒南（聲優：花輪英司/堀籠沙耶（少年時代））
大公的長子。會繼任為次任的大公。認為這個國家內部有著歪曲的事實、希望藉由大公家和真王家的婚姻來改造國家。愛慕著瑟伊米亞。
納甘（聲優：川本成/中上育實（少年時代））
大公的次子，舒南之弟。否定真王和大公之間的關係、對於想改造國家的哥哥抱持著複雜的態度。
納索（聲優：小野大輔）
霧之民的探索者男子。肩負著監視流放的霧之民是否有打破戒律的任務。
當索永處刑之後，尋找艾琳的下落。過去曾經是索永的未婚夫。擔心艾琳而決心要看顧她到最後。
哈森（聲優：永井一郎）
艾琳的爺爺，也是索永的公公。
艾琳的外婆
只有在原作登場艾琳的外婆，也是索永的母親。臉和索永非常相似。

## 用語
鬥蛇
水中棲息、有兩個長長的角及四肢具有銳利的爪子的野獸。雖具有蛇的名子但比起蛇來說更像是巨大的蜥蜴、地上行走的速度連快馬也無法趕上。被當成是戰鬥用的野獸，如果快要傷害到人類的時候，可以用音無し笛來使它昏迷。掌管闘蛇的人叫做闘蛇衆。
野生鬥蛇的耳朵有耳蓋可不受無聲笛控制，只有霧之民的「操者之技」能控制
王獸
絕對不會被人所馴服的獸類。如狼般的精悍面容、巨大的翅膀、兩隻腳上具有爪子。體毛白色，如針般銳利、鳴叫的聲音如豎琴「ロン、ロン、ロン…」般。是這個世界上唯一可以吃鬥蛇的野獸。野生的王獸非常的稀少、大多數的王獸是在真王之下被飼育。飼育王獸之人需遵守王獸規範。
霧之民
擁有綠色瞳孔的流浪民族。為了避免再次造成過去發生的人與獸皆死絕的災難，嚴格的謹守戒律，不侍奉真王與大公，在山野裡巡守，過著流離的生活。
堅盾
護衛王族的人，為了保護真王一族而產生。完全的斷絕血緣關係，可以為王族而死。
血穢
在六十年前由於血穢的襲擊，當時還是王女的哈爾米亞的母親被殺死，使得其即位成為真王。本是擁立大公成為王的集團，現在成為了達米亞篡位的利器。

## 出版書籍
單行本
- （2006年11月21日、講談社、ISBN 4-06-213700-3）
- （2006年11月21日、講談社、ISBN 4-06-213701-1）
- （2009年8月11日、講談社、ISBN 978-4-06-215632-5）
- （2009年8月11日、講談社、ISBN 978-4-06-215633-2）
- （2010年9月7日、講談社、ISBN 978-4-06-216439-9）

講談社文庫
- （2009年8月12日、ISBN 978-4-06-276446-9）
- （2009年8月12日、ISBN 978-4-06-276447-6）
- （2012年8月10日、ISBN 978-4-06-277344-7）
- （2012年8月10日、ISBN 978-4-06-277345-4）
- （2013年10月16日、ISBN 978-4-06-277660-8）

青鳥文庫
- （2008年11月14日、ISBN 978-4-06-285056-8）
- （2009年1月15日、ISBN 978-4-06-285069-8）
- （2009年3月15日、ISBN 978-4-06-285076-6）
- （2009年5月15日、ISBN 978-4-06-285092-6）
- (2011年4月15日、ISBN 978-4-06-285210-4）
- (2011年6月10日、ISBN 978-4-06-285219-7)
- (2011年8月12日、ISBN 978-4-06-285223-4）
- (2011年10月9日、ISBN 978-4-06-285249-4）

### 繁體中文版
由台灣皇冠出版社代理。
- 獸之奏者(Ⅰ)鬥蛇篇（2009年12月28日、ISBN 9789573326083）
- 獸之奏者(Ⅱ)王獸篇（2010年4月12日、ISBN 9789573326342）
- 獸之奏者(Ⅲ)探求篇（2010年8月23日、ISBN 9789573326915）
- 獸之奏者(Ⅳ)完結篇（2010年12月13日、ISBN 9789573327363）

### 簡體中文版
由中國少年兒童出版社代理。
- 兽之奏者I——鬥蛇（2014年7月、ISBN 978-7-5148-1671-6）
- 兽之奏者II ——王兽（2014年7月、ISBN 978-7-5148-1670-9）
- 兽之奏者III——探求（2014年7月、ISBN 978-7-5148-1672-3）
- 兽之奏者IV——完结（2014年7月、ISBN 978-7-5148-1673-0）
- 兽之奏者——刹那（外传）（2014年7月、ISBN 978-7-5148-1674-7）

### 改編漫畫
| 卷數 | 講談社         | 講談社                 | 長鴻出版社     | 長鴻出版社           |
| 卷數 | 發售日期       | ISBN                   | 發售日期       | EAN                  |
| ---- | -------------- | ---------------------- | -------------- | -------------------- |
| 1    | 2009年5月22日  | ISBN 978-4-06-373176-7 | 2010年12月21日 | EAN 471-3469-35698-9 |
| 2    | 2009年12月22日 | ISBN 978-4-06-373199-6 | 2011年1月17日  | EAN 471-3469-35739-9 |
| 3    | 2010年9月9日   | ISBN 978-4-06-376236-5 | 2011年9月28日  | EAN 471-6814-19346-8 |
| 4    | 2011年4月8日   | ISBN 978-4-06-376261-7 | 2011年10月18日 | EAN 471-6814-19379-6 |
| 5    | 2011年11月9日  | ISBN 978-4-06-376307-2 | 2012年3月23日  | EAN 471-6814-19739-8 |
| 6    | 2012年6月8日   | ISBN 978-4-06-376340-9 | 2012年10月20日 | EAN 471-5409-85340-4 |
| 7    | 2013年5月9日   | ISBN 978-4-06-376399-7 | 2014年4月15日  | EAN 471-5409-86398-4 |
| 8    | 2013年12月9日  | ISBN 978-4-06-376435-2 | 2014年8月19日  | EAN 471-5409-86645-9 |
| 9    | 2014年9月9日   | ISBN 978-4-06-376490-1 |                |                      |
| 10   | 2015年10月9日  | ISBN 978-4-06-376574-8 |                |                      |
| 11   | 2016年4月8日   | ISBN 978-4-06-390617-2 |                |                      |

## 動畫
《獸之奏者 艾琳》（獣の奏者 エリン）由Production I.G及TRANS ARTS製作，從2009年1月10日開始在日本NHK教育頻道播放。共50話。這也是NHK教育頻道的50周年記念節目。

### 電視動畫版原創角色
瓦丹（聲優：楠石野竜三）
小時候艾琳住的艾克村內的一位獸之醫術師。輕視身為霧之民的索永和艾琳。但是在索永處刑的時候也展現了其悲傷。
努克/莫克（聲優：藤原啓治 / 柳原哲也）
奇利克（聲優：楠田敏之）
從王都的塔姆悠安學舍來卡扎琉姆王獣保護場赴任的毒物教導師。有著黑暗的過去。接受某個人的指令以帶著面具在暗處行動著。
希瓏（聲優：平野妹）
卡扎琉姆學舍裡新加入的女學生。為了要讓父親認可而進入卡扎琉姆，以成為教導師為目標。在艾琳和艾蕯爾的教導之下、體會到書本裡沒有的重要的知識。

### 製作人員
- 原作・動畫監修：上橋菜穗子
- 監督：濱名孝行
- 系列構成：藤咲淳一
- 角色設計：後藤隆幸
- 總作畫監督：高橋成之
- 美術監督：鈴木朗
- 攝影監督：だいけんいち
- 音響監督：平光琢也
- 音樂：坂本昌之
- 動畫製作人：和田丈嗣
- 動畫製作：Production I.G、TRANS ARTS
- 製作：NHK ENTERPRISES
- 製作、著作：NHK

### 主題曲

#### 片頭曲
1. 
作詞・作曲・編曲：大橋卓弥・常田真太郎、歌：スキマスイッチ
使用集數：第1集 - 第30集、第31集插入曲
2. 
作詞・作曲：大橋卓弥・常田真太郎、編曲：間宮工、歌：元ちとせ
使用集數：第31集 - 第50集

#### 片尾曲
1. 
作詞・作曲：mitsubaco、編曲：原田智英、歌：cossami
使用集數：第1集 - 第29集
2. 
作詞・作曲：松たか子、編曲：David Campbell、歌：松たか子
使用集數：第30集 - 第50集、第27集插入曲

#### 插入曲
1. 
作詞：cossami、作曲・編曲：原田智英、歌：cossami
使用集數：第1集、第2集、第9集、第11集、第18集、第19集、第22集、第26集、第36集
2. 
作詞：土屋文彦、作曲：Sin、編曲：原田智英、歌：cossami
使用集數：第4集、第6集、第9集、第13集 - 第15集、第19集 - 第21集、第23集、第25集、第26集、第29集、第33集、第44集、第48集
3. 
作詞：{上橋菜穂子}、作曲：坂本昌之、歌：麻亜奈
唯一在原作中也有出現的歌，在動畫裡，歌詞有小幅度的修改。(麻亜奈曾在第10集裡為「窗邊的母親」配音)
使用集數：第10集、第40集、第46集
4. 
作詞：、作曲:、歌：内田直哉
5. 
作詞：、作曲:坂本昌之、歌：
使用集數：第24集、第42集、第48集、第49集

### 各話資料
| 話數 | 日文標題 | 中文標題         | 劇本         | 分鏡                | 演出                | 作畫監督          |
| ---- | -------- | ---------------- | ------------ | ------------------- | ------------------- | ----------------- |
| 1    |          | 綠眼的艾琳       | 藤咲淳一     | 濱名孝行 布施木一喜 | 濱名孝行 布施木一喜 | 小村方宏治        |
| 2    |          | 醫術師索永       | 藤咲淳一     | 新留俊哉            | 筑紫大介 布施木一喜 | 森田史            |
| 3    |          | 戰鬥的野獸       | ハラダサヤカ | 柿本廣大 布施木一喜 | 柿本廣大 布施木一喜 | 松浦仁美          |
| 4    |          | 藏於霧中的祕密   | 後藤みどり   | 安藤貴史 布施木一喜 | 安藤貴史 布施木一喜 | 沼津雅人          |
| 5    |          | 艾琳和偷蛋賊     | 坂井史世     | 松澤建一 布施木一喜 | 松澤建一 布施木一喜 | 松岡秀明          |
| 6    |          | 索永的溫暖       | 吉田玲子     | 布施木一喜          | 高島大輔 布施木一喜 | 澤田讓治          |
| 7    |          | 母親的指笛       | 藤咲淳一     | 布施木一喜          | 布施木一喜          | 杉本道明          |
| 8    |          | 養蜂人約翰       | 藤咲淳一     | 濱名孝行            | 齋藤昭裕 布施木一喜 | 田畑昭            |
| 9    |          | 蜂蜜和艾琳       | ハラダサヤカ | 新留俊哉            | 筑紫大介 布施木一喜 | 森田史            |
| 10   |          | 黎明之鳥         | 谷村大四郎   | 名取孝浩 布施木一喜 | 名取孝浩 布施木一喜 | 松浦仁美          |
| 11   |          | 門的背後         | 後藤みどり   | 松澤建一 布施木一喜 | 松澤建一 布施木一喜 | 薄谷栄之          |
| 12   |          | 白銀之羽         | 坂井史世     | 寺澤伸介 布施木一喜 | 寺澤伸介 布施木一喜 | 松岡秀明          |
| 13   |          | 王獸之谷         | 吉田玲子     | 安藤貴史 布施木一喜 | 安藤貴史 布施木一喜 | 澤田讓治          |
| 14   |          | 霧之民           | 藤咲淳一     | 濱名孝行 布施木一喜 | 濱名孝行 布施木一喜 | 沼津雅人          |
| 15   |          | 兩個人的過去     | 藤咲淳一     | 濱名孝行            | 齋藤昭裕 布施木一喜 | 田畑昭            |
| 16   |          | 堅盾的伊亞爾     | 坂井史世     | 青山弘              | 筑紫大介 布施木一喜 | 森田史            |
| 17   |          | 被盯上的真王     | ハラダサヤカ | 浜名孝男            | 鎌倉由實 布施木一喜 | 薄谷榮之          |
| 18   |          | 教導師艾蕯爾     | 藤咲淳一     | 新留俊哉            | 高島大輔 布施木一喜 | 松浦仁美          |
| 19   |          | 卡扎琉姆的伙伴們 | 吉田玲子     | 松澤建一            | 安藤貴史 布施木一喜 | 沼津雅人          |
| 20   |          | 叫做里嵐的王獸   | 谷村大四郎   | 寺澤伸介 濱名孝行   | 寺澤伸介 布施木一喜 | 田畑昭            |
| 21   |          | 似要隱沒的微光   | 後藤みどり   | 濱名孝行            | 齋藤昭裕 布施木一喜 | 松岡秀明          |
| 22   |          | 豎琴的回響       | 藤咲淳一     | 布施木一喜          | 安藤貴史 布施木一喜 | 杉本道明          |
| 23   |          | 卡扎琉姆的誓言   | 藤咲淳一     | 齋藤昭裕            | 筑紫大介 布施木一喜 | 森田史            |
| 24   |          | 哀嘆之歌         | ハラダサヤカ | 新留俊哉            | 高島大輔 布施木一喜 | 松浦仁美          |
| 25   |          | 兩人的使命       | 坂井史世     | 玉川真人            | 安藤貴史 布施木一喜 | 薄谷榮之          |
| 26   |          | 里嵐的心         | 吉田玲子     | 土屋裕二            | 寺澤伸介 布施木一喜 | 沼津雅人          |
| 27   |          | 落入比加羅中     | 布施木一喜   | 布施木一喜          | 齋藤昭裕 布施木一喜 | 杉本道明          |
| 28   |          | 約翰之死         | 吉田玲子     | 新留俊哉            | 安藤貴史 布施木一喜 | 田畑昭            |
| 29   |          | 野獸的銳牙       | 谷村大四郎   | 濱名孝行            | 高島大輔 布施木一喜 | 松浦仁美          |
| 30   |          | 第四年的冬天     | 藤咲淳一     | 濱名孝行            | 寺澤伸介 布施木一喜 | 松岡秀明          |
| 31   |          | 光之天空         | 後藤みどり   | 玉川真人            | 筑紫大介 布施木一喜 | 森田史            |
| 32   | 大罪     | 大罪             | ハラダサヤカ | 布施木一喜          | 齋藤昭裕 布施木一喜 | 薄谷栄之          |
| 33   |          | 飛翔             | 坂井史世     | 松澤建一 布施木一喜 | 松澤建一 布施木一喜 | 沼津雅人          |
| 34   |          | 伊亞爾和艾琳     | 藤咲淳一     | 濱名孝行            | 寺澤伸介 布施木一喜 | 澤田讓治          |
| 35   |          | 新生命           | 吉村晴子     | 濱名孝行            | 安藤貴史 布施木一喜 | 田畑昭            |
| 36   |          | 畢業考試         | 後藤みどり   | 玉川真人            | 高島大輔 布施木一喜 | 松浦仁美          |
| 37   |          | 誕生             | 藤咲淳一     | 布施木一喜          | 齋藤昭裕 布施木一喜 | 杉本道明          |
| 38   |          | 真王哈爾米亞     | 坂井史世     | 濱名孝行            | 筑紫大介 布施木一喜 | 森田史            |
| 39   |          | 鬥蛇的襲擊       | 谷村大四郎   | 新留俊哉            | 寺澤伸介 布施木一喜 | 沼津雅人 澤田讓治 |
| 40   |          | 陰雲籠罩的國家   | ハラダサヤカ | 布施木一喜          | 安藤貴史 布施木一喜 | 薄谷榮之          |
| 41   |          | 真王的真相       | 吉村晴子     | 玉川真人            | 高島大輔 布施木一喜 | 松浦仁美          |
| 42   |          | 瑟伊米亞的眼淚   | 吉田玲子     | 濱名孝行            | 齋藤昭裕 布施木一喜 | 田畑昭            |
| 43   |          | 獸之醫術師       | 後藤みどり   | 松澤建一 布施木一喜 | 松澤建一 布施木一喜 | 杉本道明          |
| 44   |          | 不詳之子         | 坂井史世     | 玉川真人            | 筑紫大介 布施木一喜 | 森田史            |
| 45   |          | 籠中鳥           | 吉村清子     | 細田雅弘            | 寺澤伸介 布施木一喜 | 薄谷榮之          |
| 46   |          | 兩人的羈絆       | 吉田玲子     | 布施木一喜          | 安藤貴史 布施木一喜 | 松浦仁美          |
| 47   |          | 聖潔之夜         | 谷村大四郎   | 濱名孝行            | 齋藤昭裕 布施木一喜 | 澤田讓治          |
| 48   |          | 琉雜的黎明       | ハラダサヤカ | 布施木一喜          | 布施木一喜          | 杉本道明          |
| 49   |          | 決戰             | 藤咲淳一     | 新留俊哉            | 松澤建一 布施木一喜 | 高橋成之          |
| 50   |          | 獸之奏者         | 藤咲淳一     | 濱名孝行 布施木一喜 | 濱名孝行 布施木一喜 | 後藤隆幸          |

## 外部連結
- 講談社BOOK倶楽部（日語）
  - 獣の奏者 特集ページ（日語）
- 動畫版官方網站（日語）